# Summer Babe (Winter Version)
Summer Babe (Winter Version) es una canción de la banda americana de indie rock Pavement. Es la primera canción de su álbum debut Slanted and Enchanted, lanzado en abril de 1992, por Matador Records.
La canción también fue lanzada en un EP llamado Summer Babe (el 23 de agosto de 1991, por Drag City Records). La canción no logró entrar en las listas de US Billboard.
En 2004, la revista Rolling Stone coloco a Summer Babe (Winter Edition) de Pavement en el puesto #286 dentro de la lista de "500 mejores canciones de todos los tiempos". (En 2010, la lista fue actualizada y ahora la canción esta en el puesto #292).

## Composición
La canción fue escrita por Stephen Malkmus (cantante principal y guitarrista de Pavement). La grabación fue producida por Stephem Malkmus y Scott Kannberg.